# Carpoidea
Carpoidea (carpoïden) was een kleine, veelvormige groep, die leefden van het Cambrium tot het Devoon. Ze worden beschouwd als de vermoedelijke voorlopers van zowel de stekelhuidigen als de chordaten.

## Kenmerken
Hun skelet bevatte wel de karakteristieke bestanddelen van calciet, maar had verder geen gemeenschappelijke kenmerken met de vijfstralige symmetrie der stekelhuidigen. Carpoïden bezaten een grote kop en een korte buigzame staart. Ze konden zich vrij verplaatsen over de zeebodem, hetgeen meestal gebeurde door middel van de staart. Kieuwspleten waren bij bepaalde soorten duidelijk aanwezig.